# Ла-Шаплод
Ла-Шапло́д (фр. La Chapelaude) — коммуна во Франции, находится в регионе Овернь. Департамент коммуны — Алье. Входит в состав кантона Юрьель. Округ коммуны — Монлюсон.
Код INSEE коммуны — 03055.

## Население
Население коммуны на 2008 год составляло 974 человека.
| 1962 | 1968 | 1975 | 1982 | 1990 | 1999 | 2008 |
| ---- | ---- | ---- | ---- | ---- | ---- | ---- |
| 808  | 881  | 861  | 860  | 982  | 954  | 974  |

## Экономика
Коммуна является частью винодельческого региона Монлюсон.
В 2007 году среди 641 человек в трудоспособном возрасте (15—64 лет) 478 были экономически активными, 163 — неактивными (показатель активности — 74,6 %, в 1999 году было 66,3 %). Из 478 активных работали 431 человек (241 мужчина и 190 женщин), безработных было 47 (22 мужчины и 25 женщин). Среди 163 неактивных 50 человек были учениками или студентами, 50 — пенсионерами, 63 были неактивными по другим причинам.

## Достопримечательности
- Церковь Св. Николая (XI—XIII века). В прошлом была частью монастыря.